# Шнейдерман, Ася Эдуардовна
А́ся Эдуа́рдовна Шнейдерма́н (род. 21 июня 1968, Ленинград) — русская поэтесса, прозаик, переводчик, художник.

## Биография
Дочь скульптора Любови Добашиной и литературоведа Эдуарда Шнейдермана. Выпускница Университета им. Герцена, где изучала историю искусств и английский язык. Работала преподавательницей английского, в настоящее время работает в городской библиотеке Санкт-Петербурга.

## Творчество
Стихи начала публиковать в конце 1990-х годов. Первые публикации стихов — в журналах «Смена», «Арион» и «Стрелец», в альманахах «Вавилон» и «Диалог», в антологии «Поэзия безмолвия» (1998). Рассказы публиковались в журнале «Преображение» и вошли в антологию «Жужукины дети. Российский короткий рассказ второй половины XX-го века» (изд-во «Новое литературное обозрение», 2000). Живописные работы выставлялись на различных художественных выставках в Санкт-Петербурге.
Книга стихов «Обозначить молчание словом» была опубликована в 1998 году издательством Третья волна и включает в основном верлибры, то есть свободные стихи. Ася Шнейдерман переводила стихи ирландского поэта Десмонда Игана. Её переводы опубликованы в его книге «Избранные стихотворения», опубликованной в России в 1999 году издательством Воронежского Государственного Университета.
Её собственные стихи переводились на английский и вошли в изданную в 2006 г. в Ирландии антологию «Ночь в Набоков-отеле. 20 поэтов современной России». В предисловии к книге составитель Анатолий Кудрявицкий писал (перевод с англ.):

Петербургские поэты молодого поколения, в особенности Дмитрий Григорьев и Ася Шнейдерман, в своих стихах редко находят возможным обращаться к читателю от первого лица. (…) Асю Шнейдерман вдохновляют тени киммерийского и даже библейского прошлого, по всей видимости, предстающие совершенно четкими и живописными перед её внутренним взором.

## Книги
- Обозначить молчание словом. — М.-Париж-Нью-Йорк: Третья волна, 1998. — 63 с.
- Другой: Вторая книга стихотворений. — СПб.: Собрание АКТуальных текстов, 2007. — 64 с.

## Антологии
- «Поэзия безмолвия» (антология современной российской поэзии) М.: Изд-во А & B, 1998
- «Жужукины дети» (антология российского короткого рассказа второй половины XX века) М.: Изд-во Новое литературное обозрение, 2000
- «A Night in the Nabokov Hotel: 20 contemporary poets from Russia», Dedalus Press, Dublin, 2006.

## Переводы
- Десмонд Иган. «Избранные стихотворения». Изд-во Воронежского Государственного Университета. Воронеж, 1999; второе издание: 2001.
- Петербургская поэтическая формация. СПб.-М.: Лимбус Пресс, 2008. С. 415-418.